# Pal·lant (fill d'Evandre)
|  | Per a altres significats, vegeu «Pal·lant». |

Pal·lant (en grec antic Πάλλας, Pal·las) va ser, segons l'Eneida de Virgili, un heroi troià company d'Eneas. Era fill d'Evandre, rei d'Arcàdia.
Lluita al costat d'Eneas contra els rútuls i mostra la seva habilitat com a guerrer matant una gran quantitat d'enemics. Se'l compara, pel seu valor, amb el rútul Lausus, fill de Mezenci. Però, enfrontat amb Turnus, mor a les seves mans. Turnus li pren el cinyell de la seva espasa com a trofeu. Durant la resta del llibre X de l'Enèida, Eneas està dolgut i enfurismat per la mort de Pal·lant i es llança entre els enemics per escometre Turnus. Però Juno aparta al rei per evitar-li la mort. Eneas mata a Lausus, i immediatament ho lamenta. S'entaula un combat on Eneas venç i mata Mezenci. Quan Eneas s'enfronta a Turnus, aquest li suplica pietat, i està a punt de perdonar-li la vida, però veu que porta el cinyell de Pal·lant i li lleva la vida sense pietat.
Evandre va enterrar Pal·lant al cim d'un turó, el Palatí, que va rebre el seu nom. Però una tradició anterior a l'Eneida deia que va ser Pal·lant qui va enterrar el seu pare Evandre a dalt del turó del Palatí.